# Monasterio de Staffelsee
El Monasterio de Staffelsee (en alemán, Kloster Staffelsee) fue una antigua abadía benedictina fundada a mediados del siglo VIII en la isla de Wörth del lago Staffelsee, hoy en día en el municipio de Seehausen am Staffelsee de Baviera. Fue el origen y la sede inicial del Obispado de Neoburgo según ciertos estudiosos benedictinos.

## Historia
El Monasterio de Staffelsee fue fundado a mediados del siglo VIII (año 740 según tradición) por Elilando, uno de los "condes de Antdorf". Los citados condes fueron los hermanos Waldram, Elilando y Landfrido, pertenecientes a la antigua nobleza bávara de los Huosi y responsables del patrocinio y fundación de numerosos monasterios en la Alta Baviera, como los de Benediktbeuren, Wessobrunn, Schlehdorf, Sandau, Kochel y Polling.
El Monasterio de Staffelsee contó inicialmente con 25 monjes benedictinos, y fue situado como medida de protección en una isla del lago Staffelsee y junto a la principal arteria de comunicación entre Italia y Baviera, la calzada romana Via Claudia Augusta. En el otoño de 742 la iglesia del monasterio, dedicada al arcángel San Miguel, fue consagrada por el propio San Bonifacio, obispo misionero de Germania, en presencia del obispo de Augsburgo Wigberto y del duque Odilón I de Baviera. Se discute si el monasterio fue sede obispal y sus abades, obispos en la región bávara, que fue reorganizada eclesiásticamente por San Bonifacio.

### El Inventario de Staffelsee
La principal evidencia histórica del Monasterio de Staffelsee es el llamado "Inventario de Staffelsee" (Staffelseeinventar), descrito en un documento mandado hacer por Carlomagno hacia el año 811 con un listado de bienes fiscales encontrado en el scriptorium de la Abadía de San Ludiger de la ciudad de Helmstedt, dependiente del Monasterio de Werden. Este manuscrito es una de las principales fuentes de la historia económica de la Era Carolingia.
Por el contenido que se conserva de este inventario parece demostrarse que el monasterio estaba equipado como la iglesia de un obispo: la propiedad incluía 740 morgen de tierra (alrededor de 190 hectáreas) con 42 granjas tributarias, situadas en Rieden, Seehausen, Riedhausen, Weindorf y Söchering, y fueron registrados en detalle la clase de cultivos y el resultado de las cosechas, la cría de animales, la servidumbre y las obligaciones militares de los señores feudales, el trabajo de las mujeres, así como la naturaleza y la cantidad de impuestos.
El ajuar del templo da testimonio de una riqueza sorprendente. Entre otros muchos tesoros se lista un altar fabricado con oro y plata, cinco relicarios de oro, cruces con joyas, una corona votiva de plata con oro en algunas partes, así descrita: "Pesa dos libras, en medio de ella cuelga una pequeña cruz de cobre sobredorado y una manzana de cristal. En torno a la corona cuelgan 35 hileras de perlas de diferentes colores". Están inventariados 20 manteles de altar de seda, cuatro guantes de seda adornada con oro y perlas, muchos pendientes de oro y muchas más joyas, por no mencionar la lista de los libros manuscritos del monasterio.

### Final
Presumiblemente, el monasterio fue destruido a principios del siglo X por los magiares. El historiador renacentista Juan Aventino menciona expresamente en su obra "Anales de Baviera" (Annales Bojorum) al Monasterio de Staffelsee como saqueado, completamente destruido y sus habitantes asesinados en el año 907. Aprovechando este suceso, el duque de Baviera Arnulfo el Malo confiscó las tierras del monasterio del año 908 al 914 y la asignó a sus seguidores, hasta que la propiedad fue finalmente restaurada por el obispo Hiltin de Augsburgo en 919, alegando sus mejores derechos.
No se conoce que el monasterio fuera rehabilitado y sus monjes reinstalados, pero sí se sabe que el siguiente sucesor en el Obispado de Augsburgo, el gran San Ulrico, reconstruyó una iglesia dedicada a San Miguel hacia el año 960 en la isla de Wörth con los restos del monasterio. Le gustaba residir en esta isla, situada en el Staffelsee a los pies de los Alpes bávaros: recibió allí la noticia de la muerte de su amigo, el emperador del Sacro Imperio Romano Germánico Otón I.
En los siglos siguientes, la iglesia de la isla fue el centro rector pastoral de las parroquias vecinas. Mantenía como filiales las iglesias de San Mauricio en Riedhausen, San Nicolás de Murnau, San Martín en Weindorf, San Pedro y San Pablo en Rieden, y la iglesia parroquial de San Jorge en Ramsach y Weichs. Un directorio de iglesias del Obispado de Augsburgo, probablemente creado a instancias del obispo Udalescalco de Augsburgo (1184-1202), situaba a la iglesia de Staffelsee con sus cuatro iglesias hijas en el decanato de Pahl.
El emperador Luis IV de Baviera traspasó en 1332 la tierra y la gente dependiente de la iglesia de Staffelsee a la Abadía de Ettal por él fundada, donde quedó hasta 1803, hasta la secularización de los estados eclesiásticos del Sacro Imperio Romano Germánico. La iglesia de la isla quedó como iglesia parroquial de Seehausen am Staffelsee, el pueblo cercano situado a la orilla del lago, a la que se llegaba mediante una pasarela de madera, no siempre transitable y, a veces, incluso en estado ruinoso: "muerto ahogado de camino a la iglesia" fue un epitafio que se registraba a menudo entre los difuntos de Seehausen. Hacia 1762 la iglesia de la isla estaba en ruinas y Mateo Rieger, un librero rico de Augsburgo nativo de Seehausen, obtuvo el permiso para construir a sus expensas una capilla de campo en tierra firme. El último príncipe-obispo del Obispado de Augsburgo, Clemente Wenceslao de Sajonia y el príncipe-elector de Baviera, Maximiliano José autorizaron a Mateo Rieger el 3 de diciembre de 1773 a demoler la iglesia de Staffellsee y aprovechar sus piedras para la construcción, a expensas del citado mecenas, de la iglesia de San Miguel de Seehausen am Staffelsee, junto con la casa del cura párroco y la escuela parroquial. Ese fue el destino final de lo que quedaba del Monasterio de Staffelsee.

### En la actualidad
Nada queda en superficie del antiguo Monasterio de Staffelsee de la isla de Wörth. Se han realizado varias campañas arqueológicas de 1985 a 1992, a cargo de Brigitte Haas, que ha descubierto el cementerio de la iglesia de San Ulrico y sus muros exteriores y porche, y ha delimitado el área ocupada por el monasterio en la llamada colina de la iglesia de la isla de Wörth.
Al este y al pie de la citada colina se construyó en 1836 una capilla de piedra, la Simpertkapelle (Capilla de San Simperto, oficialmente bajo la advocación de San Bonifacio), que fue reabierta en el otoño de 1999 tras una extensa reforma y donde se celebran servicios religiosos regulares. A finales de 2005 la capilla acogió una exposición arqueológica con paneles informativos sobre la historia bimilenaria de la isla y sobre el Monasterio de Staffelsee.

## Lista de Abades-Obispos
- Weggo (740-765)
- Manno († antes del 774)
- Odalberto (777-789)
- San Simperto (789-802)

San Simperto, sobrino del emperador Carlomagno y obispo también de Augsburgo, unió el Obispado de Neoburgo a la diócesis de Augsburgo.